# Zack Moss
Pour les articles homonymes, voir Moss.
(en) Statistiques sur pro-football-reference
Zaccheus Malik Moss, né le 15 décembre 1997 à Hialeah Gardens, est un sportif professionnel américain de football américain jouant au poste de running back dans la National Football League (NFL) depuis la saison 2020.
Auparavant, il a joué pour les Utes de l'Utah au niveau universitaire pendant quatre saisons (2016-2019) dans la NCAA Division I FBS.
Il est ensuite sélectionné en 86e choix lors de la draft 2020 par la franchise des Bills de Buffalo où il joue pendant trois saisons (2020-2022) avant d'être échangé en cours de saison aux Colts d'Indianapolis (2022-2023). Il signe avec les Bengals de Cincinnati dès la saison 2024.

## Carrière universitaire
Bien que s'étant initialement engagé avec l'université de Miami, Moss change d'avis et intègre l'université de l'Utah où il joue pour les Utes dans la NCAA Division I FBS,.
En 7e semaine de la saison 2019 lors du match contre les Sun Devils d'Arizona State, Moss devient le détenteur du record de yards gagnés à la course de son université. Au terme de la saison régulière, les Utes remportent avec Moss leur deuxième titre de champion de la Division South de la Conférence Pacific 12. Il perdent 15 à 37 la finale de conférence jouée contre les Ducks de l'Oregon et perdent également 10 à 38 l'Alamo Bowl joué contre les Longhorns du Texas. Lors de ce bowl, Moss enregistre un total de 57 yards gagnés en 16 courses et 14 yards supplémentaires en deux réceptions.
Moss est désigné meilleur joueur offensif 2019 de la Pacific-12. Il termine sa carrière universitaire avec un total de 4 067 yards et 38 touchdowns inscrits à la course (nouveaux records de l'université) auxquels il faut ajouter 688 yards et trois touchdowns en réceptions.

## Carrière professionnelle

### Bills de Buffalo
La franchise des Bills de Buffalo le sélectionnent en 86e choix global lors du 3e tour de la draft 2022 de la NFL.
Le 15 juin 2020, Moss signe avec les Bills un contrat de quatre ans pour un montant de 4,522 millions de dollars. Pour ses débuts en NFL, en 1re semaine de la saison 2020 contre les Jets de New York, il inscrit son premier touchdown professionnel.

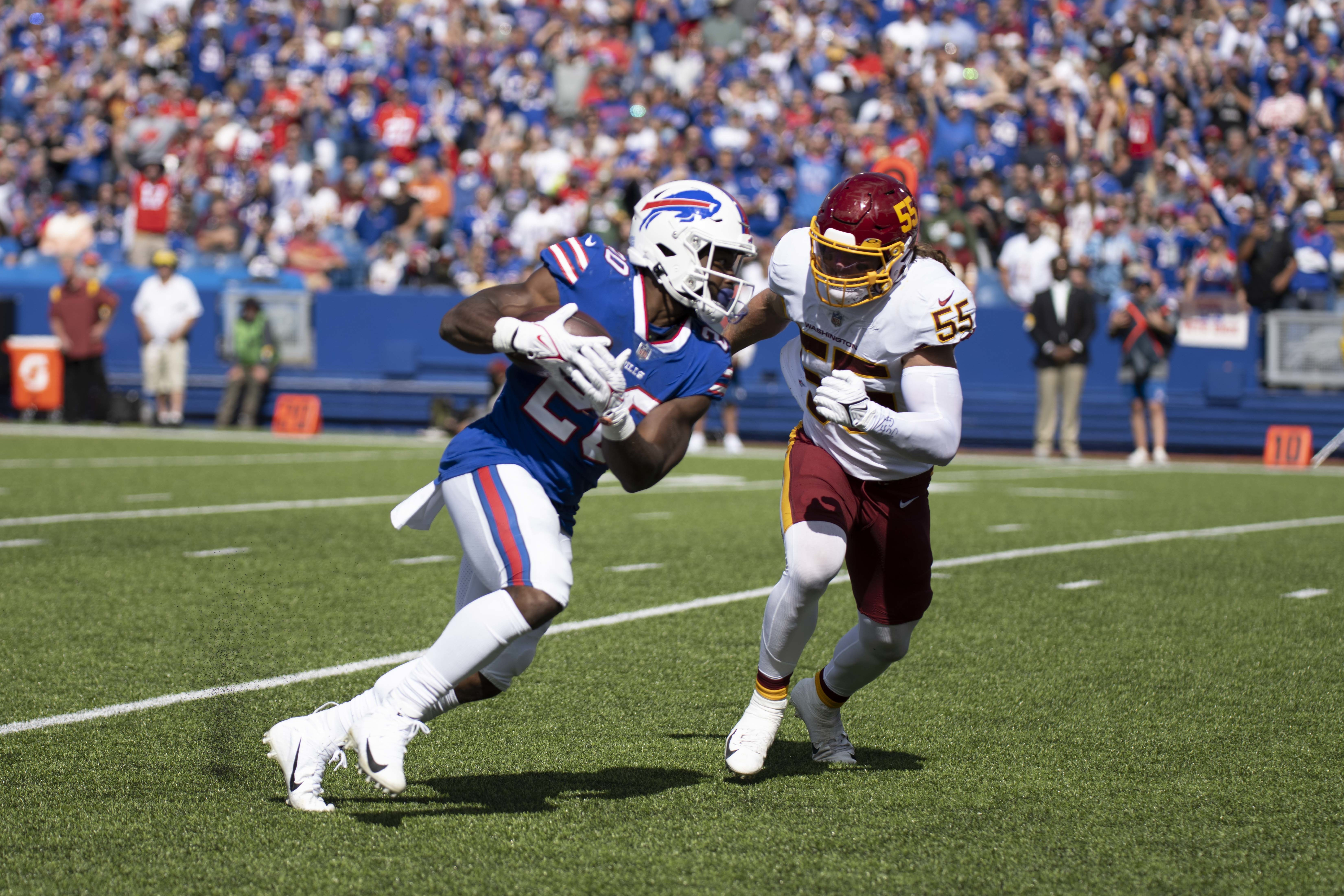
Moss contre la Washington Football Team en 2021.

Il accède à la phase finale de la NFL et lors du match de wild card disputé contre les Colts d'Indianapolis, il gagne 21 yards à la course en plus des 26 yards gagné en quatre réceptions avant de se blesser à la cheville. Le 12 janvier 2021, il est placé sur liste des réservistes blessés.
Moss dispute son premier match de la saison 2021 en 2e semaine contre les Dolphins de Miami, après avoir assisté la veille aux funérailles de sa tante. Lors de cette victoire 35 à 0, il totalise deux touchdowns, gagne 26 yards à la course et dévie deux passes adverses pour un gain de 8 yards.
Lors de la victoire 43 à 21 en troisième semaine Contre les Washington en 3e semaine, Moss est le meilleur coureur des Bills avec 60 yards en 13 courses. Il inscrit en plus un touchdown et gagne 31 yards en trois réceptions.
Moss dispute cinq matchs au cours de la saison 2022 pour les Bills, gagnant 91 yards à la course et 27 yards en réceptions.

### Indianapolis Colts
Le 1er novembre 2022, les Bills de Buffalo transfèrent Moss avec un choix conditionnel de 6e tour de la draft 2023 aux Colts d'Indianapolis contre le running back Nyheim Hines (en). À la suite de la blessure du titulaire Jonathan Taylor, Moss devient le premier running back des Bengals lors du match contre les Chargers.
Le 31 juillet 2023, Moss se casse le bras et est opéré le lendemain,. Pour son premier match de la saison contre les Texans (victoire 31 à 20), Moss gagne 88 yards et inscrit un touchdown en 18 courses. En 3e semaine contre les Ravens, Moss effectue 30 courses pour un gain cumulé de 122 yards et inscrit un touchdown à la suite d'une réception de 17 yards. Après avoir fait l'impasse sur le match suivant, il participe à la victoire 23 à 16 contre les Titans en 5e semaine, gagnant 165 yards et inscrivant deux touchdowns lors des 23 courses effectuées en plus des 30 yards gagnés en deux réception.
Malgré le retour de Taylor en tant que titulaire, Moss conserve un rôle prépondérant dans l'attaque des Bengals, terminant meilleur coureur de son équipe avec un total de 794 yards et cinq touchdowns à la course auxquels il faut ajouter 192 yards gagnés en 27 réceptions au cours des 14 matchs disputés dont huit en tant que titulaire.

### Bengals de Cincinnati
Le 12 mars 2024, Moss signe un contrat de deux ans pour 8 millions de dollars avec les Bengals de Cincinnati.

## Trophées et récompenses
- Meilleur joueur offensif de la Pacific-12 en 2019 ;
- Sélectionné dans l'équipe tupe de la Pacific-12 en 2019 ;
- Sélectionné dans la seconde équipe de la Pacific-12 en 2018.

## Vie privée
Moss est le cousin des anciens wide receivers de la NFL, Santana Moss et de Sinorice Moss (en). Il est également le cousin germain de Patrick Peterson, cornerback des Vikings du Minnesota.